# Benno von Arent
Benno von Arent (19. juli 1898 i Görlitz – 14. oktober 1956 i Bonn) var tysk arkitekt, medlem af det nazistiske parti og SS og ansvarlig for kunst, teater, film osv. i det tredje rige.
von Arendt arbejdede som scenograf, og han blev medlem af SS i 1931 og NSDAP i 1932. I 1932 stiftede han og andre "Bund nationalsozialistischer Bühnen-und Filmkünstler" ( "National-socialistiske scene- og filmkunstneres Forbund"), som efter Hitlers magtovertagelse i Tyskland i 1933 hed "Kameradschaft deutscher Künstler" ( "Foreningen af tyske kunstnere "). 
von Arent blev "Reichsbühnenbildner" ( "Rigsscenograf") i 1936 og "Reichsbeauftragter für die Mode" ( "Rigskommisær for mode") i 1939. I 1944 fik han rang af SS-Oberführer. 